# Dicranacrus furcatus
Dicranacrus furcatus är en insektsart som beskrevs av Henri Saussure 1899. Dicranacrus furcatus ingår i släktet Dicranacrus och familjen vårtbitare. Inga underarter finns listade i Catalogue of Life.